# Adrian Pfahl
Adrian Pfahl, né le 30 juillet 1982 à Bietigheim-Bissingen (Allemagne), est un ancien handballeur allemand. International allemand, il évolue au poste d'arrière droit et a remporté six coupes d'Europe avec trois clubs allemands différents.

## Carrière

### En club
- Compétitions internationales
  - Ligue des Champions (1) : 2014 (HSV Hambourg)
  - Coupe des coupes (2) : 2010 et 2011 (VfL Gummersbach)
  - Coupe de l'EHF (3) : 2009 (VfL Gummersbach), 2016, 2017 (Frisch Auf Göppingen),